# Craugastor omoaensis
Craugastor omoaensis là một loài ếch trong họ Leptodactylidae. Chúng là loài đặc hữu của Honduras và cũng là một trong 13 loài lưỡng cư và là loài bò sát đặc hữu của Sierra de Omoa. Chúng được tìm thấy chỉ có 24 mẫu vật được nghiên cứu. Các môi trường sống tự nhiên của chúng là các khu rừng vùng núi ẩm nhiệt đới hoặc cận nhiệt đới, sông, và sông có nước theo mùa

.